# Actias
Actias (molii lună) este un gen de molii din familia Saturniidae, răspândite în Asia și America.

## Specii
- Actias angulocaudata Naumann & Bouyer, 1998
- Actias artemis (Bremer & Gray, 1853)
- Actias australovietnama Brechlin, 2000
- Actias callandra Jordan, 1911
- Actias chapae Mell, 1950
- Actias dubernardi (Oberthür, 1897)
- Actias felicis (Oberthür, 1896)
- Actias gnoma (Butler, 1877) Molia lună japoneză
- Actias groenendaeli Roepke, 1954
- Actias ignescens Moore, 1877
- Actias isis Sonthonnax, 1897
- Actias kongjiara Chu & Wang, 1993
- Actias laotiana Testout, 1936
- Actias luna (Linnaeus, 1758) Molia lună
- Actias maenas (Doubleday, 1847) Molia lună malaeziană
- Actias neidhoeferi Ong & Yu, 1968
- Actias ningpoana Fielder, 1862 Molia lună chineză
- Actias omeishana Watson, 1912
- Actias parasinensis Brechlin, 2009
- Actias philippinica Naessig & Treadaway, 1997
- Actias rhodopneuma Roeber, 1925
- Actias rosenbergii (Kaup, 1895)
- Actias selene (Hübner, 1806) Molia lună indiană
- Actias sinensis (Walker, 1855)
- Actias truncatipennis (Sonthonnax, 1899)